# ストリートファイター (ゲーム)
『ストリートファイター』（英: Street Fighter）は、1987年に稼働したカプコンの2D対戦型格闘ゲームであり、ストリートファイターシリーズの第1作である。
ディレクターは西山隆志。アーケード版では、ボタンを押した強さで攻撃の強弱を使い分ける専用筐体と6ボタン配置のものが存在する。

## ゲームシステム
体力ゲージ
画面上部にキャラクター2人それぞれの残り体力を示す「体力ゲージ」が存在し、攻撃を他方に当てて相手の体力ゲージを減らし合う。

ラウンド制
試合開始から一方の体力が尽きるか、定められた制限時間を経過するまでが1ラウンドとなる。ラウンド終了時に体力がより多く残っている方がそのラウンドの勝者で、2ラウンドを先取した側が試合の勝者となる。3ラウンドしかないため、引き分けはプレイヤーにとって負けと同じである。
技の強弱
パンチ・キックのそれぞれに弱・中・強の3段階の強さが設定されている。弱攻撃は威力が小さい代わりに素早く出せて隙も少なく、強攻撃は威力が大きいが動作が重く隙も多い。中攻撃はこれらの中間である。
元々感圧式ボタンが採用されていた関係で（#筐体節を参照）、ボタン入力の判定は押した時点ではなく離した時点で成立し、押しただけでは何も起きない。
ガード
レバーを進行方向の逆に入れることで相手の攻撃をガードする。ガードすれば基本的にはダメージを受けない。ただし立ち状態・しゃがみ状態のいずれかのガードでなければ防げない攻撃もある。また、必殺技はガードしてもある程度の（軽減された）ダメージを受ける。一般にこのダメージを「削りダメージ」、このダメージを与えることを「削り」と呼ぶ。
必殺技
特定のレバー操作をしてからボタンを押すことで、強力な攻撃である必殺技が発動する。必殺技には「波動拳」「昇竜拳」「竜巻旋風脚」の3種類がある。ただし『II』以降の作品と違って、入力判定がシビアで出すのが難しい（上述の通り、入力判定がボタンを離した時点で行われることも一因）。稼動当初はインストラクションカードに存在することを明かしただけで、コマンドについては秘密扱いにしていた（竜巻旋風脚は技の記載すらなかった）。ただし発売とほぼ同時に『マイコンBASICマガジン』にコマンドが掲載されている。
威力は絶大で、一撃でゲージの1/3、昇竜拳と竜巻旋風脚に至っては一度に3発当たる場合もありゲージ全てを奪うことも可能。
対人対戦・乱入
プレイヤーが対CPU戦をプレイしているときに、他のプレイヤーが途中参加することにより、プレイヤー同士の対戦が開始される。これは俗に「乱入」と呼ばれる。
ボーナスステージ
CPUキャラクターを2人倒すごとにパンチボタンでタイミングを合わせる「瓦割り」と「ブロック割り」、レバーとパンチ、キックボタンで操作する「板割り3枚」、「板割り4枚」の計4回のボーナスステージが挿入される。

### 筐体

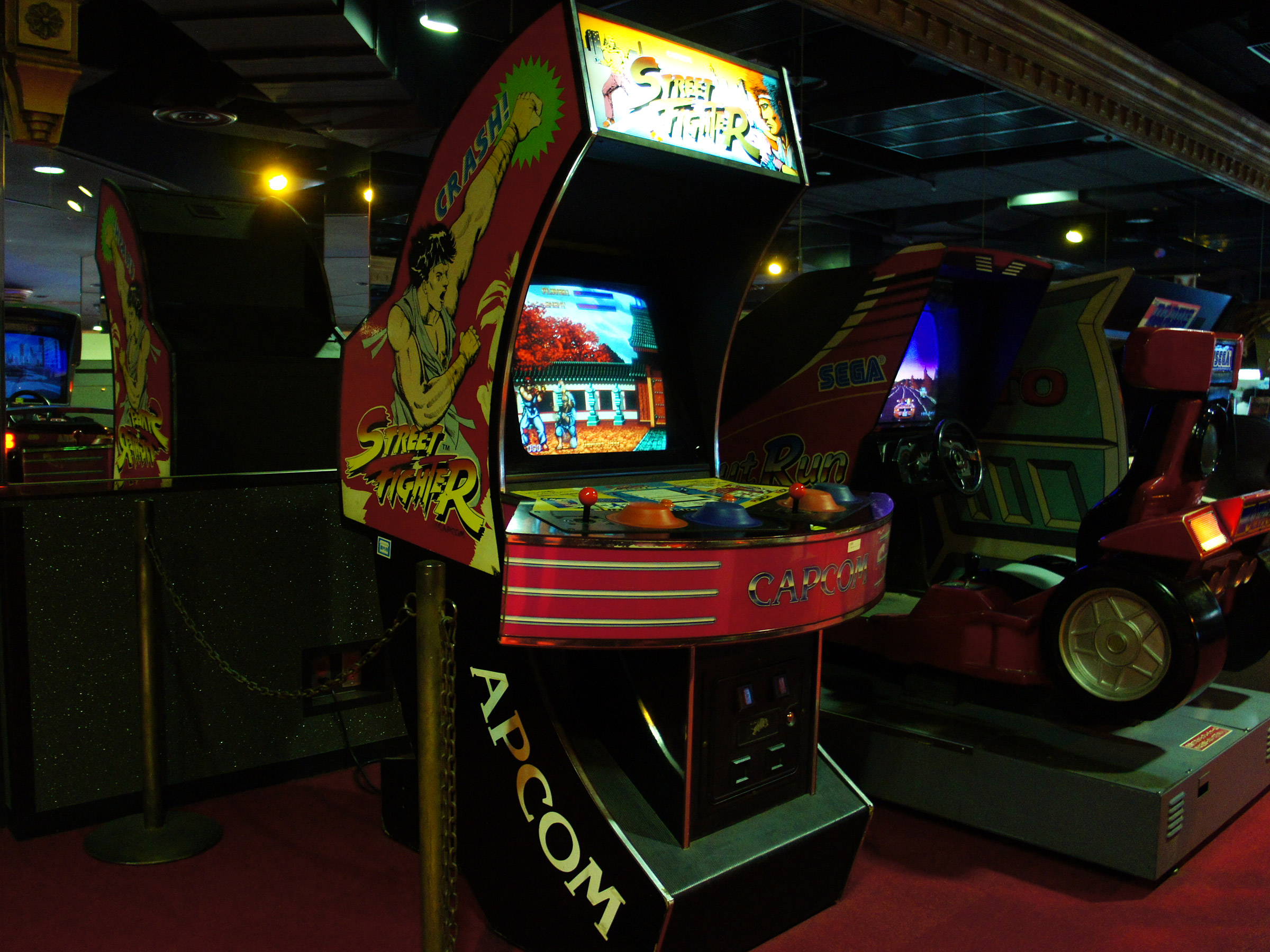
『ストリートファイター』筐体

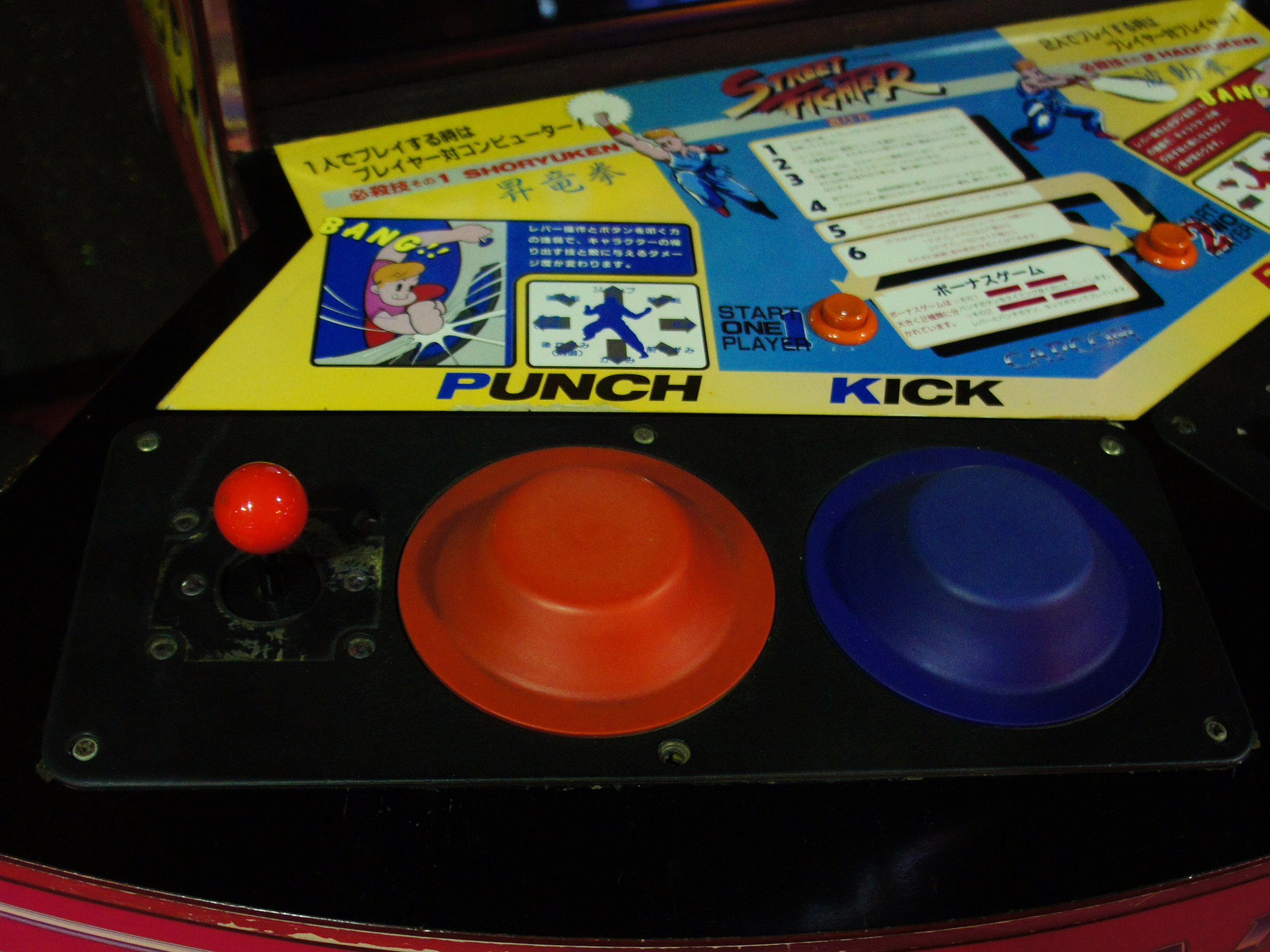
アップライト筐体の8方向レバーと感圧式ボタン

本作はアップライト筐体とテーブル筐体の2種類が発売された。
1987年8月末に発売されたアップライト筐体「デラックスアップライト」型ではプレイヤー1人につき1本のレバーのほか、大きな2つの感圧式ボタン（パッド）が搭載され、攻撃にはこのボタンを叩く。このボタンを叩く強さ（押されている長さ）に応じ、内蔵されている圧力センサで強弱を判定し、発動する技が弱・中・強の3段階に変化する。アップライト版の筐体はアタリゲームズ製である。
一方、1987年10月末に発売されたテーブル筐体「スタンダードタイプ」型は1レバー + 6ボタンで、パンチ・キックそれぞれの弱・中・強に6つのボタンが対応している。アップライト筐体のものよりもコマンド入力がシビアであったり、昇竜拳が無敵になったりする違いがある。また、日本国外ではアップライト筐体でも6ボタン仕様になっているものがある。

## ストーリー
幼い頃より様々な格闘技を学んだ若き天才格闘家・隆（リュウ）と、そのライバル・拳（ケン）。
修行の末に独自の格闘スタイルを確立させた二人は、世界中の強敵たちと戦うべくストリートファイトの旅へと出発する。
目指すは格闘技界の頂点、すなわち「最強の格闘家」である。

## キャラクター

### プレイヤー

奈良県橿原市の大和八木駅前広場にある「リュウ」の像

隆（リュウ）
1P側のキャラクター。
本作では赤い短髪で、白い鉢巻と白い道着、赤い靴を着用。
必殺技は「波動拳」「昇竜拳」「竜巻旋風脚」。
拳（ケン）
2P側のキャラクター。
長い金髪で、赤い道着を着ている。
隆と性能は同じ。

### CPU専用
烈（レツ）
出身地：日本
日本代表。剃髪していて、僧のような衣装を着ている。かつては少林寺拳法の師範だったが、私闘を繰り返したために破門にされた破戒僧。
EMIから発売された『II』のドラマCDシリーズでは2巻目以降に登場しており、ダルシムの知人となっている。アメリカンコミック版では剛拳の旧知で、少年時代のリュウと手合わせするが、殺意の波動の片鱗を見せたリュウに叩き伏せられる。
『ストリートファイター6』のワールドツアーのNPCとして再登場を果たした。
激（ゲキ）
出身地：日本
日本代表の忍者。覆面と忍者装束を着用し、片手に鉤爪を装備している。忍術の強さを証明するために戦う。手裏剣攻撃とテレポートが得意技。『II』のキャラクター相関図ではバルログとは「鉤爪使い」のライバル関係にある。
『ストリートファイターV』（以下『V』と表記）時点ではアジアでの活動中に暗殺者との戦いに敗れ既に死亡しており、二代目がその名を襲名しているとされた。
ジョー
出身地：アメリカ合衆国・ミズーリ州
アメリカ代表のマーシャルアーツ使い。金髪の白人男性。裏マーシャルアーツ界のチャンプであり、ローリングソバットが得意技。
後に金銭トラブルから暴力事件を起こし、『V』時点では「スーパースター」の名でインディー格闘家として活動している。
マイク
出身地：アメリカ合衆国・オクラホマ州
アメリカ代表のボクサー。赤いTシャツとブルージーンズを着用した黒人男性。試合中に対戦相手を殺害したため、ボクシング界から追放された。
『II』にはマイクと同じボクサーのマイク・バイソンが登場しており、公式の回答においてもマイクと同一人物であるという説と別人であるという説が存在するが、『V』公式サイト内の「シャドルー格闘家研究所」では、バイソンとは明確に別人とされた。
バイソンとは全く違う好人物であり、「シャドルー格闘家研究所」では「強盗事件の服役中にボクシングを覚えて出所後ボクサーとして活躍、慈善事業を積極的に行っており、家族も大切にする」と設定されている。
李（リー）
出身地：中国・香港
中国代表の拳法家。真の格闘家と認めた人物としか戦わない。
『ストリートファイターIII』シリーズに登場するユン・ヤン兄弟とは親戚関係。『V』時点では格闘家としては半引退状態であり、不動産屋を営んでいる。
「シャドルー格闘家研究所」では「ユン・ヤン兄弟の使う「雷撃蹴」を編み出した」と設定されている。
中平正彦の漫画『さくらがんばる!』にも登場している。
元（ゲン）
中国代表の殺し屋。独自の暗殺拳を使う。
後に『ストリートファイターZERO』（以下『ZERO』と表記）シリーズと『ストリートファイターIV』（以下『IV』と表記）シリーズに登場する。
バーディ
イギリス代表。パンク・ファッションの大男で、酒場の用心棒をしている。名前は「バーディ」や「バーディー」と表記される。
『ZERO』シリーズや『V』に再登場し、ますます過激なファッションになっている。
イーグル
イギリス代表。成金貴族の用心棒をしており、2本の棍棒を武器とする。
『CAPCOM vs SNK 2』で使用キャラクターになり、『ZERO3↑』（GBA版）と『ZERO3↑↑』に再登場する。
アドン
タイ代表のムエタイ使いで、サガットの一番弟子。
後に『ZERO』シリーズと『IV』シリーズに登場する。
サガット
ラストボス。タイ代表のムエタイ使いで、隻眼で長身のムエタイチャンピオン。
本作以降、リュウの昇竜拳により胸に大きな傷がつく。『II』に続投して以降、数多くのシリーズに登場している。

## 開発
他のゲームの会議に出席していた西山隆志は会議に気乗りしなかったため、レポート用紙にメモを書き留めていたところ、本作の感圧センサーを使用した企画を思い付き、隣にいた同僚に話したところ「面白い」と言われたことで企画書を書き始めた。タイトル名は、1対1での戦いにエンターテインメント性を持たせ、突発的に発生する戦いを意識して名付けられた。
デザインを担当した松本裕司は雑誌の大山倍達のインタビュー記事で、大山が素手のおける戦いではムエタイが一番強いと述べていたことに影響を受け、アドンとサガットを生み出した。また格闘技を持たなくても強いキャラクターが本作にはふさわしいとして、イーグルは映画『燃えよドラゴン』に登場する英国の紳士をモデルとし、バーディはパンク・ファッションにデザインされた。キャラクターの名前に関して、リュウは西山隆志の「隆」から取られ、ケンは松本によって名付けられた。
ゲームシステムに関しては8方向レバーと2ボタンで人間らしい動きをするのは困難なため、戦いにおける駆け引きの点から必殺技を持たせることになった。技の一つである波動拳は『宇宙戦艦ヤマト』の波動砲から着想を得たと西山は語っている。また昇竜拳と竜巻旋風脚も西山が考案したが、昇竜拳が無敵技になったのは松本のアイデアによるものである。なお本作ではリュウとケンでしか対戦が行えないが、これに関して西山は登場キャラクター全てで対戦できる方が望ましいとしつつ、納期や容量の問題で現仕様にしたのだと思うと述懐している。
筐体は当初社内で開発を試みたが、ノウハウがないため上手くいかず、助言をもらうためアタリゲームズに見せたところ気に入られたことから、アタリゲームズに制作を依頼することなった。

### スタッフ
- ディレクション：西山隆志（PISTON TAKASHI）
- プランニング：松本裕司（FINISH HIROSHI）
- プログラミング：こいけひろし（FZ 2151）、すがはらのぶやす（SEINTO SINN）
- キャラクター・デザイン：CRUSHER ICHI、DABADA ATSUSHI、BONSOIR YUKO、OGAN MIYUKI、BRAVO OYU、INNOCENT SAICHO
- サウンド&ミュージック：坂口由洋（YUUKICHYANS PAPA）
- ハード・プランニング：くぼぞのたかし（PUNCH KUBOZO）
- メカトロニクス：STRONG TAKE、RADISH KAMIN

## 他機種版
| No. | 発売日                                          | 対応機種                                                          | タイトル                                                                | 開発元             | 発売元      | メディア                                                         | 型式                  | 売上本数 | 備考               |
| --- | ----------------------------------------------- | ----------------------------------------------------------------- | ----------------------------------------------------------------------- | ------------------ | ----------- | ---------------------------------------------------------------- | --------------------- | -------- | ------------------ |
| 1   | - 1988年6月 - 1988年                            | コモドール64                                                      | Street Fighter                                                          | Tiertex            | GO!         | フロッピーディスク                                               | -                     | -        |                    |
| 2   | - 1988年12月4日 - 1989年                        | PCエンジンCD-ROM2                                                 | ファイティング・ストリート                                              | アルファ・システム | ハドソン    | CD-ROM                                                           | - HCD8002 - TGXCD1001 | -        |                    |
| 3   | - 1988年                                        | PC/AT互換機                                                       | Street Fighter                                                          | カプコン           | カプコンUSA | フロッピーディスク                                               | -                     | -        |                    |
| 4   | - 1988年 - 1988年                               | Atari ST                                                          | Street Fighter                                                          | Tiertex            | GO!         | フロッピーディスク                                               | -                     | -        |                    |
| 5   | - 1988年                                        | Amiga                                                             | Street Fighter                                                          | Tiertex            | GO!         | フロッピーディスク                                               | -                     | -        |                    |
| 6   | - 1988年                                        | Amstrad CPC                                                       | Street Fighter                                                          | Tiertex            | GO!         | フロッピーディスク                                               | -                     | -        |                    |
| 7   | - 1988年                                        | ZX Spectrum                                                       | Street Fighter                                                          | Tiertex            | GO!         | カセットテープ                                                   | -                     | -        |                    |
| 8   | - 2006年11月24日                                | PlayStation 2                                                     | Capcom Classics Collection Volume 2                                     | カプコン           | カプコン    | DVD-ROM                                                          | -                     | -        | 日本国内未発売     |
| 9   | - 2006年                                        | PlayStation Portable                                              | Capcom Classics Collection Remixed                                      | カプコン           | カプコン    | UMD                                                              | -                     | -        | 日本国内未発売     |
| 10  | - 2009年10月6日 - 2009年11月2日 - 2009年11月6日 | Wii （バーチャルコンソール）                                      | ファイティング・ストリート                                              | アルファ・システム | カプコン    | ダウンロード                                                     | -                     | -        | PCエンジン版の移植 |
| 11  | - 2018年10月25日                                | PlayStation 4 Nintendo Switch Xbox One Microsoft Windows（Steam） | ストリートファイター 30th アニバーサリーコレクション インターナショナル | Digital eclipse    | カプコン    | PS4:BD-ROM Switch:Switchゲームカード Xbox One/Steam:ダウンロード | -                     | -        | アーケード版の移植 |
| 12  | 2022年7月22日                                   | PlayStation 4 Nintendo Switch Xbox One Microsoft Windows（Steam） | カプコンアーケード2ndスタジアム Capcom Arcade 2nd Stadium               | カプコン           | カプコン    | ダウンロード                                                     | -                     | -        | アーケード版の移植 |

PCエンジン版
ファイティング・ストリート（Fighting Street、1988年12月4日）
ハドソンからPCエンジン CD-ROM2用ソフト第1弾として発売。開発はアルファ・システム。同日発売であった『No・Ri・Ko』と並び、家庭用ゲーム機では世界初となるCD-ROMを媒体として用いたゲームソフトでもある。2018年に『ストリートファイター 30th アニバーサリーコレクション』が発売されるまで、日本の家庭用ゲーム機としてはこれが唯一の移植だった。本作が発売された当時はひとり用が主流だった。
グラフィックに多少の差異はあるものの良好な移植度で、ボタンを押している長さで弱・中・強の攻撃を使い分けることでアップライト筐体の「圧力センサー」の操作形態を再現していた。また、ゲーム開始時のクレジットは最初は4つだが、ボーナスステージでパーフェクトを取ることにより1つずつ増やせる仕様となっている。
発売タイトルが「ファイティング・ストリート」となった理由は、アメリカに拠点を置く企業のチャールズ・エイ・エイトン・カンパニーが、1979年10月8日に「STREET FIGHTER」の名称で商標登録を行っていたため、PCエンジンに移植される際に、タイトル名が変更された。
サウンドアレンジは生福が担当。
Wii（バーチャルコンソール）版
2009年10月6日よりWiiの（バーチャルコンソール）のタイトルとしてPCエンジン版『ファイティング・ストリート』を配信開始。この際に販売元がハドソンからカプコンに変更された。
PlayStation 4、Nintendo Switch、Xbox One、Steam版
ストリートファイター 30th アニバーサリーコレクション インターナショナル（2018年10月25日）
12タイトルの中に『ストリートファイター』（アーケード版）を収録。パッケージ版のみ特典として「ALL ABOUT ストリートファイター 30周年復刻版」が同梱される。PlayStation 4、Nintendo Switchはパッケージ版とダウンロード版で販売。Xbox One、Steamはダウンロード版のみの販売。
日本未発売の作品
PlayStation 2版 / Xbox版
欧米で販売された『CAPCOM CLASSICS COLLECTION Vol.2』にアーケード版が収録されている。
PlayStation Portable版
欧米で販売された『CAPCOM CLASSICS COLLECTION REMIXED』にアーケード版が収録されている。

## 評価
アーケード版
感圧センサーを搭載した筐体はロケテストに出されるが、西山らが想定したほどインカムは上がらなかったため、カプコンが得意とする基板で対応できるように6ボタン仕様に変更された。6ボタン仕様の筐体は西山らが想定するインカムに達し、業界紙「ゲームマシン」のランキングにおいて1位を獲得した。
ゲーム誌『ゲーメスト』（新声社）誌上で行われていた「第1回ゲーメスト大賞」において大賞7位を獲得、その他にベストグラフィック賞で6位、ベスト音声合成賞で6位、大型筐体ゲームベストインカムで5位を獲得した。
1991年にそれまで発売されていたアーケードゲーム全てを対象に行われた『ゲーメスト』読者の人気投票によるゲーメストムック『ザ・ベストゲーム』では29位を獲得、同誌のコメントでは後の『ストリートファイターII』と比較した上で、「波動拳が異常に強い」、「動きが速い」、「動きがぎこちない」などと評されている。
1998年にそれまで発売されていたアーケードゲーム全てを対象に行われたゲーメスト読者の人気投票によるゲーメストムック『ザ・ベストゲーム2』では、「このゲームの登場は当時のプレイヤーにとって非常に衝撃的なものだった」、「その理由で大きいのが操作系。（中略）そして『コマンド技』の存在。今でこそ常識だが、このゲームがその走りである」、「波動拳を3発当てれば終わりだが、逆に一瞬でやられてしまうこともあり、非常に緊張感のあるゲームだった」、「局地的に対戦も盛り上がった。（中略）波動拳はダメージも大きいがスキも大きい諸刃の剣で単純ながら熱い攻防が楽しめた」と紹介されている。
PCエンジンCD-ROM²版
ゲーム誌『ファミコン通信』の「クロスレビュー」では、8・7・8・5で合計28点（満40点）、『PC Engine FAN』の読者投票による「ゲーム通信簿」での評価は以下の通りとなっており、24.40点（満30点）となっている。また、この得点はPCエンジン全ソフトの中で30位（485本中、1993年時点）となっている。
| 項目 | キャラクタ | 音楽 | 操作性 | 熱中度 | お買得度 | オリジナリティ | 総合  |
| 得点 | 4.38       | 4.59 | 3.35   | 4.31   | 3.95     | 3.83           | 24.40 |

## 関連商品
カプコン・ゲーム・ミュージック Vol.2
1988年3月25日 アルファレコード
『ストリートファイター』の音源が収録されている。2002年7月24日にサイトロンディスクより復刻された。